# Human Trafficking
Human Trafficking is een drie uur durende Canadees-Amerikaanse televisiefilm over mensenhandel onder regie van Christian Duguay. De film ging in 2005 in première en gaat over zowel vrouwen- als kinderhandel, waarbij de nadruk ligt op de bendes die zich hiermee bezighouden en hun directe slachtoffers. De film werd ook uitgezonden als tweedelige miniserie.
Human Trafficking werd genomineerd voor Golden Globes voor beste acteur (Donald Sutherland) en beste actrice in een televisiefilm (Mira Sorvino). Daarnaast werden zowel Sutherland, bijrolspeler Robert Carlyle als de muziek van Normand Corbeil genomineerd voor Emmy Awards. De film won daadwerkelijk Gemini Awards voor beste kostuums, beste dramatische miniserie en beste productie-ontwerp.

## Verhaal
Een criminele organisatie onder leiding van Sergei Karpovich (Robert Carlyle) lokt wereldwijd vrouwen en meisjes over de grens. Eenmaal ontdaan van hun paspoorten worden ze daar aan het werk gezet in de prostitutie. Hen wordt voorgehouden dat ze tienduizenden dollars schuldig zijn voor het over de grens komen en dat hun naasten wat overkomt wanneer ze niet meewerken.
Om vrouwen te lokken, worden verschillende methoden ingezet. Zo denkt de één dat ze op een romantische vakantie gaat met haar nieuwe vriend, denkt de ander dat ze door een selectie is gekomen om fotomodel te worden, wordt een derde simpelweg verkocht door straatarme ouders en een volgende op klaarlichte dag een auto ingetrokken en ontvoerd. Uiteindelijk komen ze allemaal in dezelfde armoedige ruimte terecht waar ze machteloos staan tegenover de criminelen.
Politiebeambte Kate Morozov (Mira Sorvino) mengt zich vrijwillig in de strijd tegen de mensenhandelaars wanneer ze voor de derde keer in korte tijd een minderjarig Oost-Europees meisje aantreft dat zelfmoord heeft gepleegd. Zij vermoedt dat ze te maken heeft met mensensmokkel en meldt zich aan bij het team van Bill Meehan (Donald Sutherland), dat zich hier nadrukkelijk mee bezighoudt.
Aan de kant van de ontvoerde vrouwen worden de lotgevallen van Helena Votrubova (Isabelle Blais), Nadia Tagarov (Laurence Leboeuf) en de twaalfjarige Amerikaanse Annie Gray (Sarah-Jeanne Labrosse) met name gevolgd. Waar Annie's moeder Samantha (Emma Campbell) zich hulpeloos aan de grillen van de dienstverleners ziet overgeleverd, geeft Tagarovs vader Viktor (Rémy Girard) zich uit voor mensenhandelaar en sluit zich aan bij een bende, in de hoop zijn dochter zelf te vinden.

## Rolverdeling
- Lynne Adams - Ellen Baker
- Sarah Allen - Ludmilla
- Andreas Apergis - Jimmy
- Céline Bonnier - Sophie
- Joe Cobden - Richard Sapperstein
- Larry Day - Dr. Smith
- Alan Fawcett - Agent Leary
- Von Flores - Rico
- Dawn Ford - Viktoria Votrubova (Helena's tante)
- Terry Haig - Tom Halloran
- Mark Antony Krupa - Andrei
- Philip Pretten - John
- Frank Schorpion - Mr. Gray (Annie's vader)
- Michael Sorvino - Mischa Morozov
- Manuel Tadros - Miguel
- Vlasta Vrana - Tommy
- Richard Zeman - Walter